# Trichter
Ein Trichter (über mittelhochdeutsch trihter/trahter von lateinisch trajectorium „Übergang“) ist ein Objekt, mit dessen Hilfe man Flüssigkeiten oder kleinkörnige Stoffe in Gefäße mit kleiner Öffnung, z. B. Flaschen, einfüllen kann, ohne dabei etwas zu verschütten.
Bei hochwertigen Trichtern ist der Hals (der dünne Teil) an der Außenseite mit einer Kerbe oder einer Sicke versehen, welche dazu dient, Luft aus dem zu befüllenden Gefäß entweichen zu lassen.

## Arten von Trichtern und ihre Funktion
Sollen im Labor kleine Feststoffmengen aus einer Suspension abgetrennt werden, so benutzt man den Hirsch-Trichter mit Saugröhrchen. Für die Abtrennung etwas größerer Feststoffmengen benutzt man im Labor einen Büchner-Trichter oder eine Glasfilternutsche.
Kegelschliff-Trichter eignen sich gut zum Einfüllen flüssiger oder pulvriger Reagenzien in Mehrhalskolben, da der Trichterkörper seitlich abgeflacht ist und das Stielende einem der NS-Kegelschliffe NS 14/23, NS 19/26 oder NS 29/32 angepasst ist.
Pulvertrichter haben einen nur wenige Zentimeter langen, sehr weiten Stiel und sind zum Einfüllen von festen Stoffen in Vorratsflaschen oder Reaktionsgefäße (Beispiel: Rundkolben) zweckmäßig. Es existieren sowohl Varianten aus Glas, als auch aus Kunststoff sowie glatte Stiele oder solche mit Normschliff.
Tropftrichter mit Normschliffen sind im chemischen Labor häufig Teil von Apparaturen zur präparativen Synthese. Es gibt Ausführungsformen mit und ohne Druckausgleich.
Provisorische Trichter im Haushalt: an der Spitze durchbohrte halbe Eierschale, zurechtgeschnittener Getränkekarton, aus Papier gewickelte Spitztüte für Pulver.

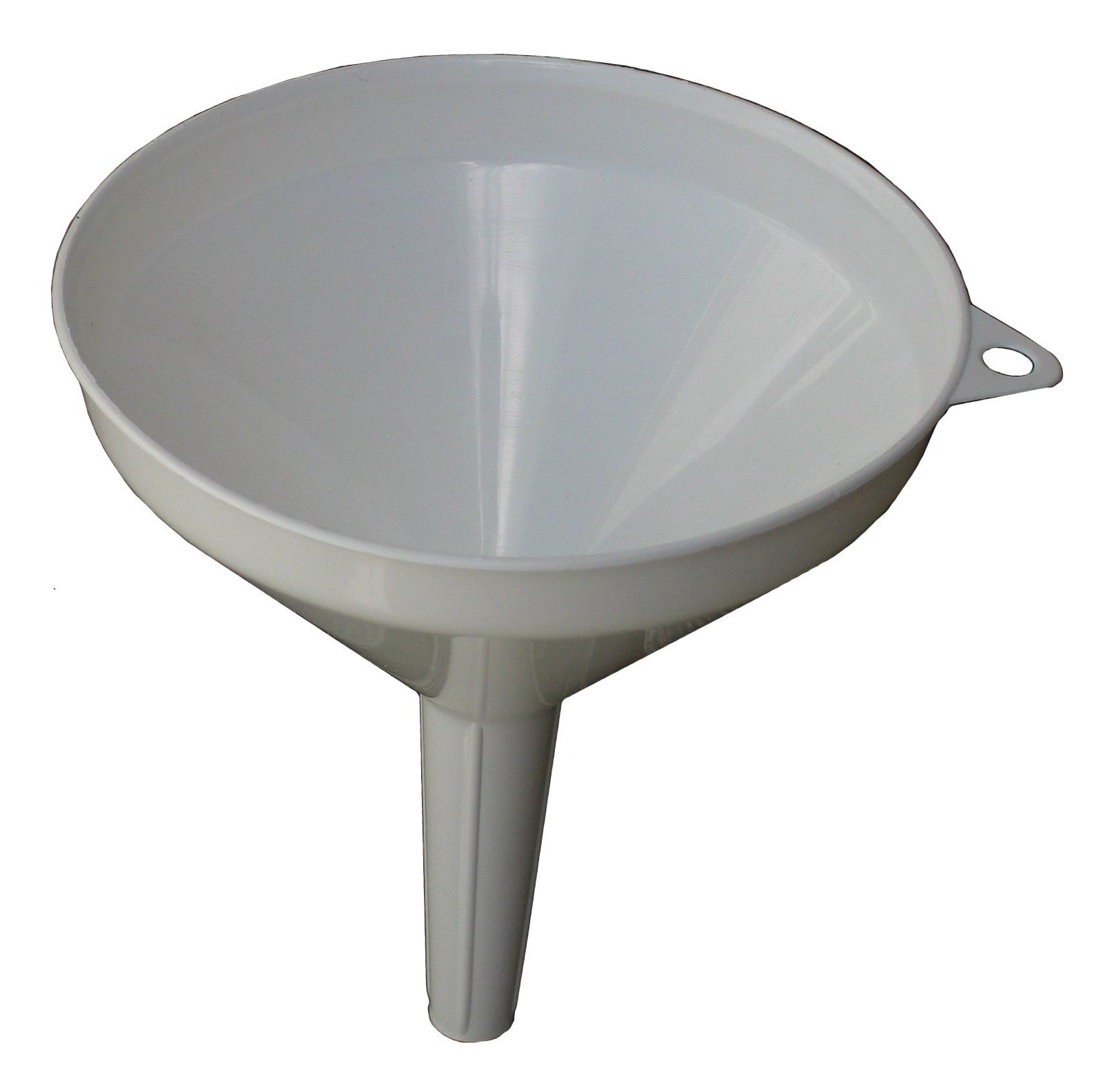
Trichter aus Kunststoff
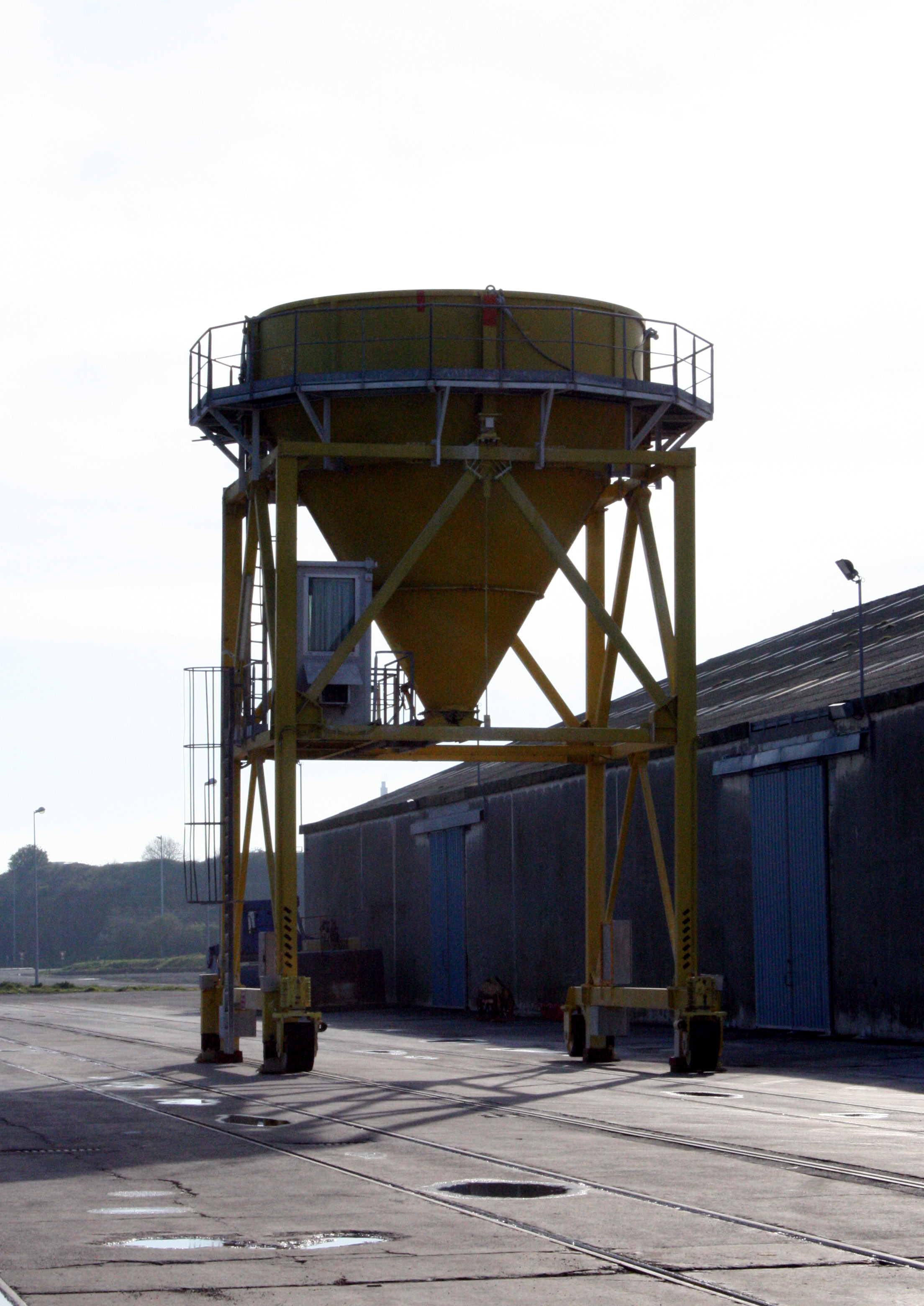
Großer Trichter in einem Hafen
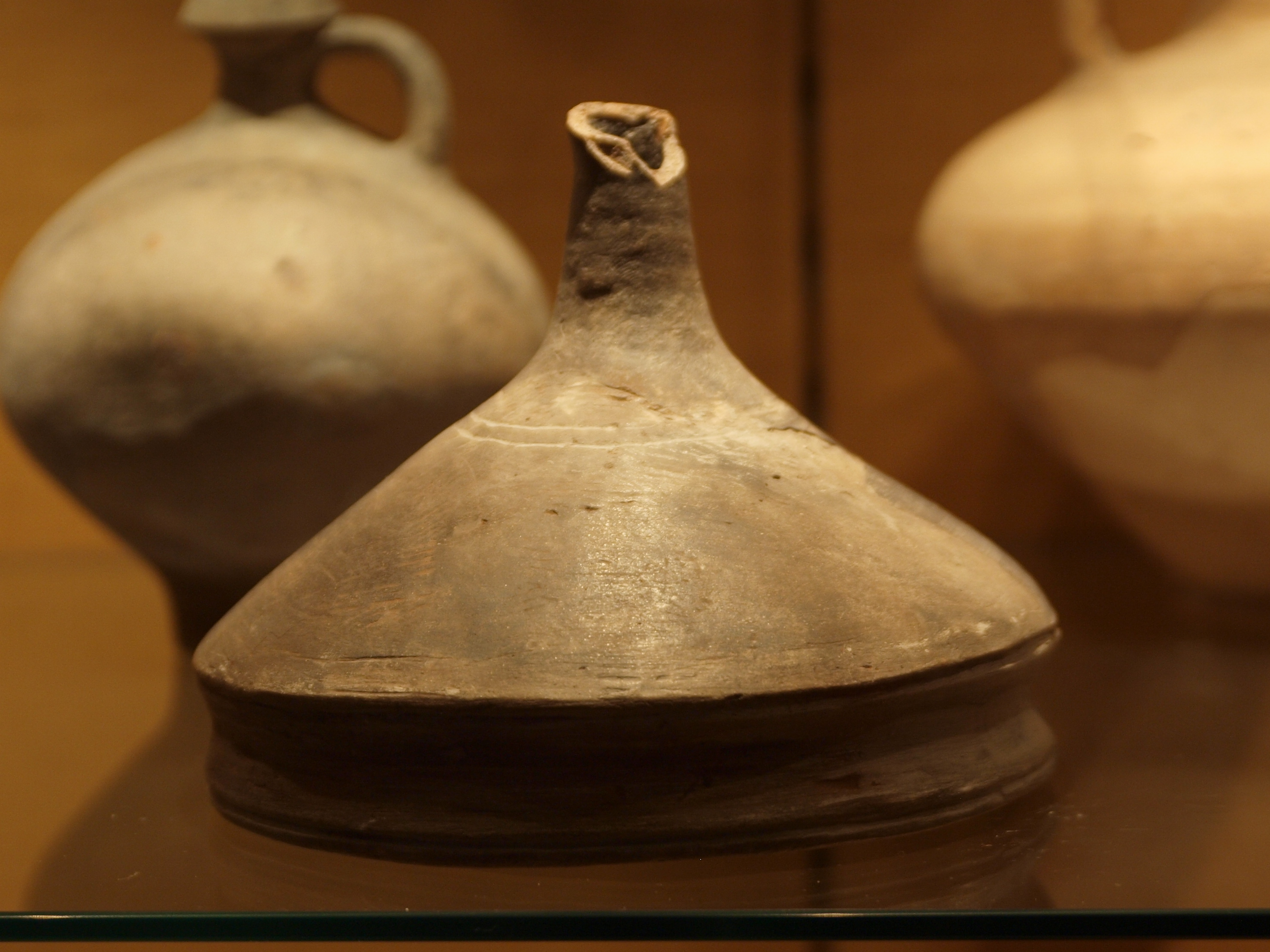
Römischer Küchentrichter aus Keramik (1.–3. Jahrhundert), auf dem Kopf stehend
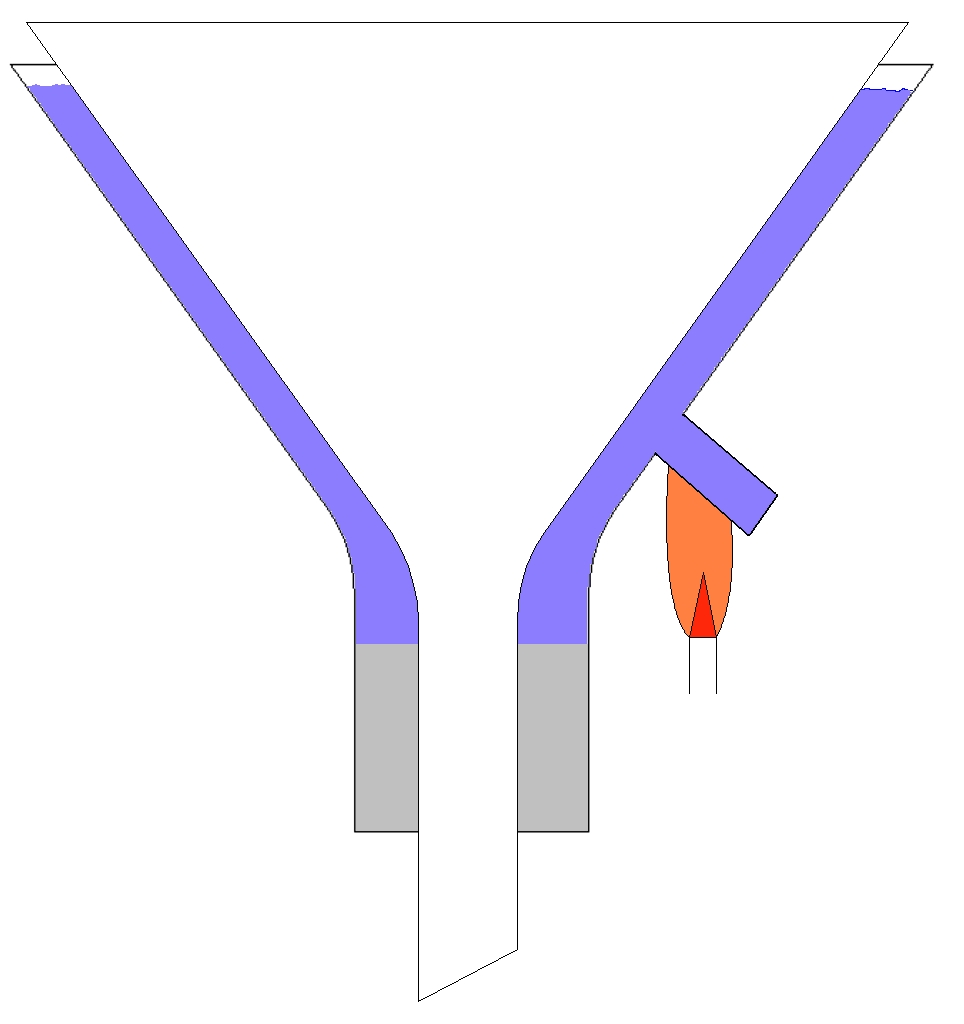
Heißwassertrichter zur heißen Filtration
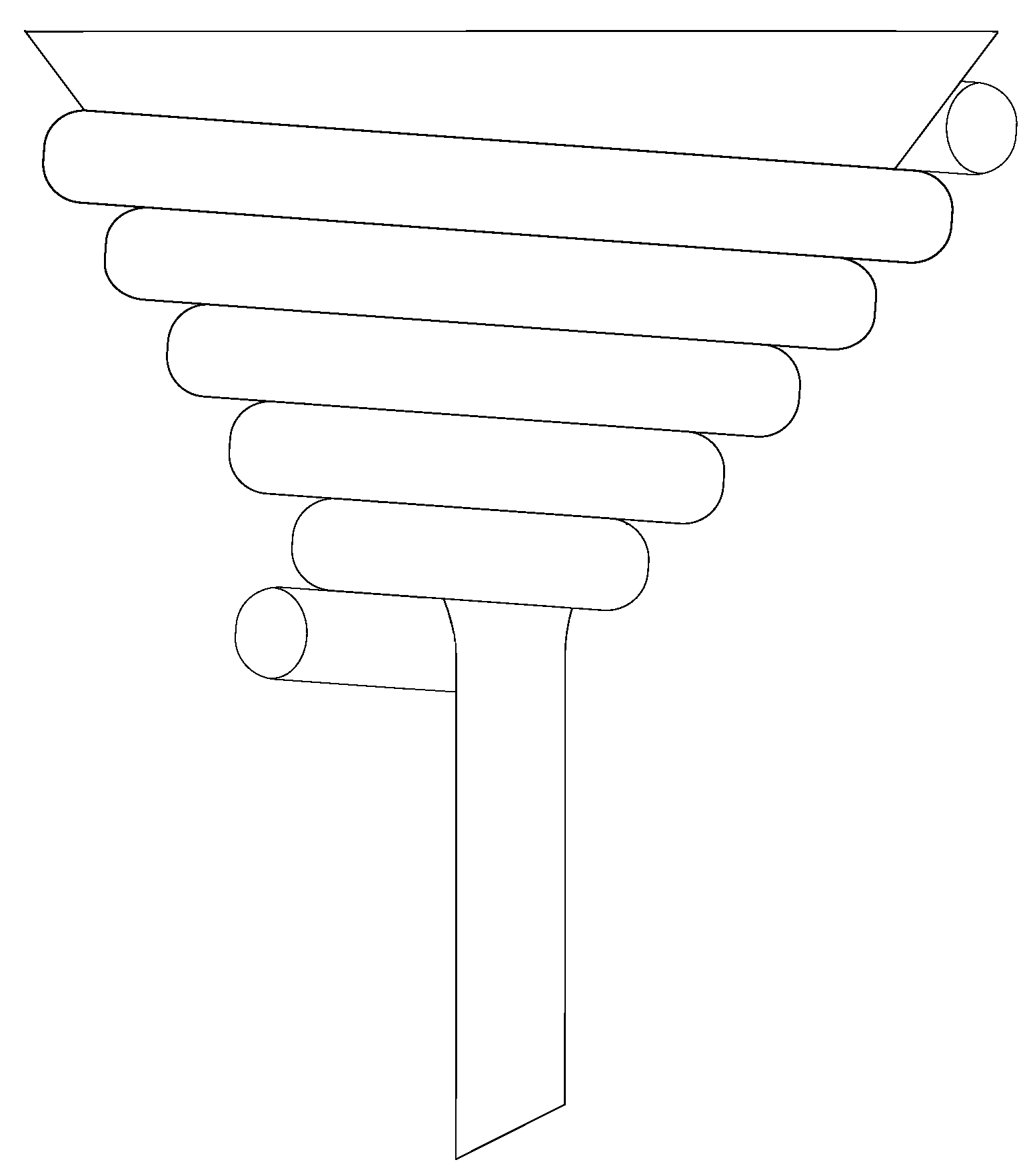
Trichter mit dampfbeheizter Schlange zur heißen Filtration
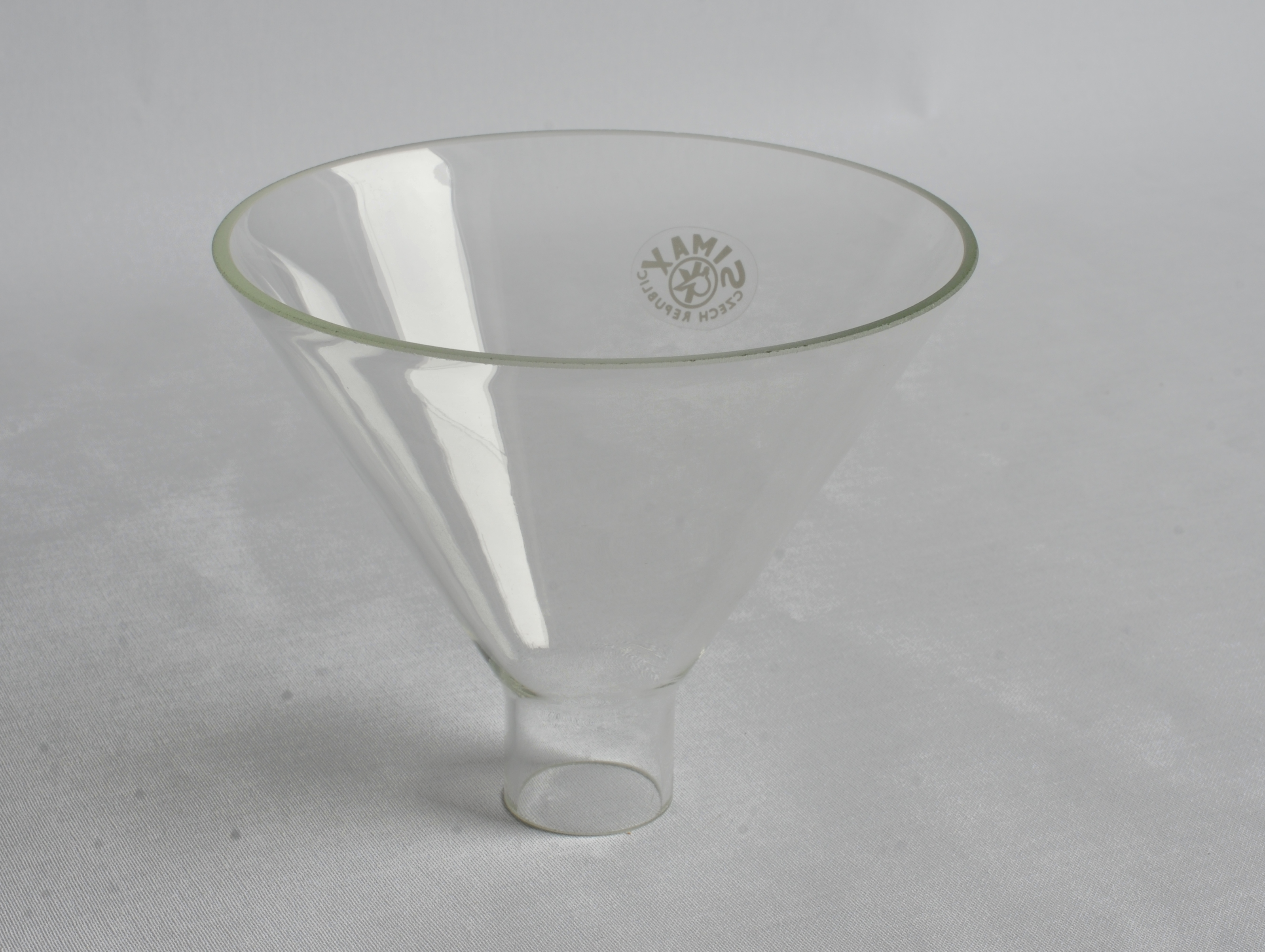
Pulvertrichter aus Laborglas
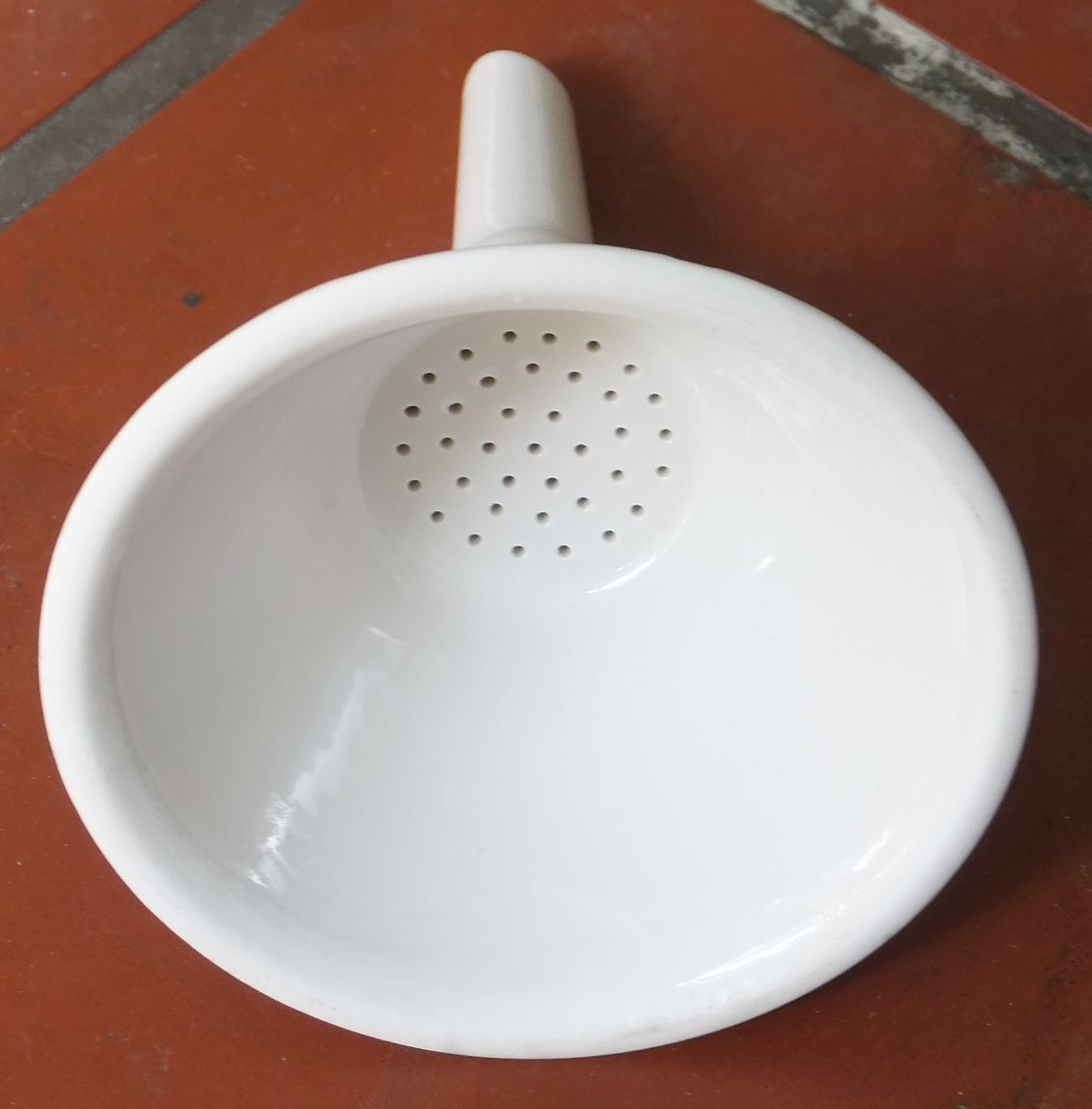
Hirschtrichter aus Porzellan
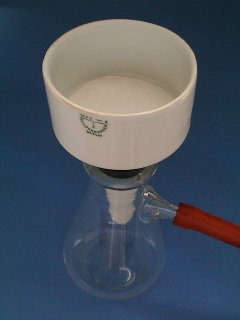
Büchner-Trichter mit eingelegtem runden Filterpapier auf einer Saugflasche mit angeschlossenem Vakuumschlauch
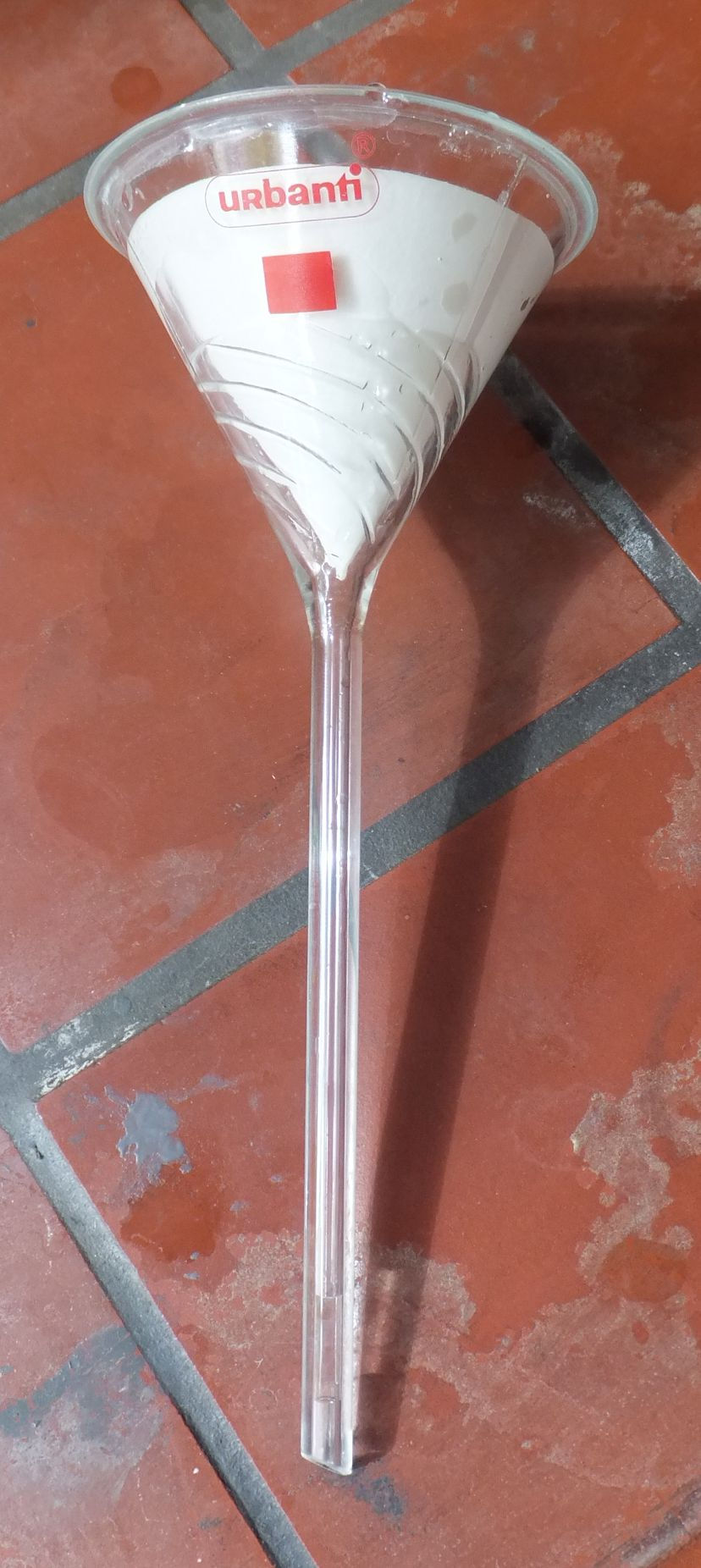
Glastrichter mit eingelegtem Rundfilter

## Im Scherz oder umgangssprachlich genannte Lehrmethode
Das Verb eintrichtern bedeutet umgangssprachlich „jemandem etwas zwangsweise beibringen“ (vgl. Wiktionary unter #Weblinks). Jemanden auf den Trichter bringen bedeutet umgangssprachlich „jemanden zu einer eigenen Erkenntnis zu führen“.
Der „Nürnberger Trichter“ ist eine ebenfalls scherzhaft ersonnene Lehrmethode, die im Gegensatz zu Vorigem praktisch aufwandfreies Aneignen beliebig umfangreichen Wissens verspricht.
Aus Spaß wurde Ernst, als die Fakultät für Mathematik der Universität Regensburg Vorlesungstexte in einer Reihe Regensburger Trichter anbot, in der beispielsweise Günter Tammes  étale Kohomologie Band 17 bildet (1979).